# Pojazdy Szynowe Pesa Bydgoszcz
A Pesa (Pojazdy Szynowe Pesa Bydgoszcz) egy lengyel vasúti járműveket gyártó vállalat, amelynek székhelye Bydgoszczban van. A "Pesa" név a PS kezdőbetűkből ered, amelyek lengyelül a Pojazdy Szynowe, azaz "vasúti járművek" rövidítései. A Pesa a PKP Polskie Koleje Państwowe Lengyel Államvasutak) bydgoszczi javítóműhelyeinek jogutódja. Az 1950-es évektől 1998-ig a javítóműhelyek ZNTK Bydgoszcz, Zakłady Naprawcze Taboru Kolejowego, "vasúti gördülőállomány javítóműhelye" néven működtek Bydgoszczban.
Története nagy részében a Bydgoszcz-i műhely gőzmozdonyat és tehervagonokat újított fel vagy javított. A lengyelországi kommunista rendszer 1989-es összeomlása után a ZNTK Bydgoszcz javítóműhelyt 1991-ben független vállalattá alakították. Ez a cég tevékenységének újragondolásához vezetett, és 2001-ben a vállalatot átnevezték Pojazdy Szynowe Pesa Spółka Akcyjna Holdingra (jelenlegi neve), és tevékenységét a javításról az új vasúti gördülőállomány építésére irányították át.
A Pesa tevékenységének ez az átalakítása nagyon sikeres volt. 2001 óta a Pesa szerződéseket kötött új könnyűvasúti járművek (LRV-k, villamosok) szállítására Varsó, Gdańsk és más lengyel, magyar, német és kazah városok számára; valamint elektromos és dízel motorvonatok szállítására lengyel, olasz, kazah és német üzemeltetőknek. A Pesa legjelentősebb szerződései a következők:
- egy 2009. május 29-i, 1,5 milliárd złoty (460 millió amerikai dollár) értékű szerződés 186 villamosra a lengyelországi Varsó számára, a város járműparkjának 40 százalékát felváltandó,[1]
- 2012. szeptember 19-én a Pesa két keretmegállapodást írt alá a Deutsche Bahnnal, legfeljebb 470 dízel motorvonat szállításáról regionális és helyi járatok számára, összesen legfeljebb 1,2 milliárd euró (1,5 milliárd dollár) értékben.[2]